# Giulio Zacchino
Giulio Zacchino (Zacchini, Cachino; * in Triest, Italien, † nach 1580) war ein italienischer Organist und Komponist des 16. Jahrhunderts.

## Leben und Wirken
Lebensdaten und Sterbeort von Giulio Zacchino sind bisher unbekannt. Auch über seine Lebensumstände weiß man fast nichts. Im Jahr 1571 wurden Werke von Zacchino und Philipp de Monte in Wien anlässlich der Hochzeit Karls II. von Österreich mit Maria Anna von Bayern aufgeführt. Das spricht für seine Bedeutung als Komponist, denn es handelte sich um ein bedeutendes Fest am Wiener Hof mit drei beteiligten Hofkapellen: derjenigen von Wien mit Hofkapellmeister de Monte, von Bayern mit Orlando di Lasso sowie der Grazer Hofkapelle Karls II.
1572 war Zacchino Organist der Kirche San Giorgio Maggiore der gleichnamigen Insel von Venedig, wo er im selben Jahr seine dem Erzherzog gewidmeten Motetten drucken ließ. Ein Jahr später – 1573 – wurde er Organist an der Kathedrale von Triest. Dem dortigen Bischof Andrea Rapicio widmete er ein Madrigalbuch. Der Dichter dieser Madrigale war, nach MGG 1 1968, Luigi Cassola.
Nach dem überraschenden Tod des Bischofs 1573 muss er Triest wieder verlassen haben. Offenbar hielt er sich bald wieder in Venedig auf, wo er die Tochter Marietta Robusti des Malers Jacopo Tintoretto auf Spinett, Laute und im Gesang unterrichtete. Um 1580 widmete er dem Erzherzog Ferdinand II. in Innsbruck Motetten und spielte ihm auf einem Spinett und einem Regal vor. Aus seinem darauffolgenden Brief an den Erzherzog geht hervor, dass ihn die Innsbrucker Musiker schlecht aufgenommen hätten, indem sie ihm „absichtlich falsch gestimmte Instrumente“ zur Verfügung stellten. Wie sich diese Episode genau verhielt, bei der es sich um seinen künstlerischen Auftritt an verschiedenen Tasteninstrumenten handelte, ist nicht bekannt.

## Werke
- Motetta a 4 vocum noviter in lucem edita 1572
- Primo libro de madrigali a quattro voci. 1573  (Texte: Luigi Cassola)
- weitere Motetten